# Vertragsbindung
Der Begriff Vertragsbindung beschreibt in der Spieltheorie die Fähigkeit von Parteien, sich an Aussagen und Versprechungen mittels eines gegenseitigen Vertrages zu binden. Der Abschluss von Verträgen verkörpert eine von acht spieltheoretischen Selbstbindungsstrategien.

## Definition
Vertragsbindung setzt eine gegenseitige Selbstverpflichtung zwischen zwei Parteien, einen sogenannten Vertrag, voraus. Im Allgemeinen verpflichtet ein Vertrag eine Vertragspartei dazu, zu Gunsten der anderen Partei, etwas zu erbringen, zu machen oder zu unterlassen. Die vertragsrechtliche Bindung der beiden Parteien ist hierbei grundsätzlich auf längere Zusammenarbeit ausgerichtet und zeichnet sich durch wechselseitiges Vertrauen aus. In der Spieltheorie sind Vertragsbindungen ein einfaches Mittel, um die Selbstbindung einer Partei (spieltheoretisch Spieler genannt) zu erhöhen.

## Bedeutung in der Spieltheorie
Die Möglichkeit der Spieler, bindende Verträge abzuschließen, besteht sowohl in der kooperativen als auch der nicht-kooperativen Spieltheorie. Diese klassische Unterteilung in der Spieltheorie wird in der Literatur jedoch oftmals daran festgemacht, ob es möglich ist, bindende Verträge zu schließen oder nicht. Können die Spieler keine bindenden Verträge abschließen, muss die Lösung des Spiels ein selbst-stabilisierendes Gleichgewicht (beispielsweise Nash-Gleichgewicht) sein. Bei nicht-kooperativen Spielen, bietet die Möglichkeit, bindende Verträge einzugehen den Spielern eine zusätzliche Spieloption.
Faktisch sind Verträge insbesondere ein Instrument der Selbstbindung. Die Idee ist, Dinge so zu arrangieren, dass es im eignen Interesse ist, dieser Selbstbindung tatsächlich Folge zu leisten. Wichtig dabei ist das Erzeugen von Glaubwürdigkeit. Soll Glaubwürdigkeit plausibel erzeugen werden, sind schriftliche Verträge sehr geeignet.

### Gestaltungsvarianten
Um die Mitspieler in ihren strategischen Entscheidungen zu beeinflussen, kann die Glaubwürdigkeit mittels vertraglicher Vereinbarungen, Regelungen und Strafklauseln erzeugt werden. Das Risiko möglicher Versuchungen, beispielsweise etwas zu tun oder etwas gerade nicht zu tun, minimiert sich. Damit der spieltheoretische Ansatz der Vertragsbindung wirklich erfolgreich sein kann, muss derjenige Spieler, der ein bestimmtes Verhalten durchsetzt oder eine Strafe einkassiert, einen unabhängigen Anreiz haben.
Schließen die Spieler einen bindenden Vertrag mit anderen Spielern oder spielexternen Personen, wird von externer (Selbst-)Bindungsmöglichkeit gesprochen.
Möglich ist es zudem, Verträge einzugehen, die anschließend von einer neutralen Person durchgesetzt werden. Diese neutrale Person zeichnet sich dadurch aus, dass sie persönlich kein Interesse daran hat, ob der Vertrag eingehalten wird oder nicht. Am einfachsten realisieren lässt sich das durch die Schaffung eines Reputationseffektes, denn Verträge allein können das Glaubwürdigkeitsproblem in der Spieltheorie nicht überwinden. Zusätzliche Instrumente der Glaubwürdigkeit sind erforderlich, beispielsweise die Beschäftigung eines dritten Mitspielers, der ein unabhängiges Interesse an der Durchsetzung des Vertrages oder eine eigene Reputation auf dem Spiel stehen hat. Ist der verursachte Reputationseffekt stark genug, sind sogar die Formalien des Vertrages unnötig.
Jede Art der Kommunikation ist eine Form von Vertrag. Dieser verpflichtet den jeweiligen Spieler dazu, seine gesendeten Zeichen in einer bestimmten Art und Weise zu verwenden. Eine weitere Variante Verträge zu beeinflussen, stellt das Abschneiden der Kommunikation dar. Die glaubwürdige Selbstbindung erfolgt, weil eine Aktion unumkehrbar gemacht wird. Extreme Formen dieser Taktik lassen sich in Feststellungen des „letzten Willens“ oder Testamenten erkennen. Da hier eine Vertragspartei nicht mehr existiert, ist eine Neuverhandlung des Vertrages praktisch unmöglich. Beauftragte Dritte, beispielsweise ein Notar, müssen sicherstellen, dass der Vertrag tatsächlich eingehalten wird.
Die Bindung durch Verträge hat allerdings einen entscheidenden Fehler: es sind hier keine Mechanismen vorgesehen, die Neuverhandlungen während des Spielverlaufes verhindern. Ein geschlossener Vertrag wird wertlos, wenn für die Spieler keine wirklichen Anreize zur Erfüllung gegeben sind. In einem solchen Fall sind Neuverhandlungen von beiderseitigem Interesse. Es wird versucht werden mit dem Argument zu verhandeln, dass der Vertrag ohnehin stehst eingehalten wird, weil sich keinerlei Vor- oder Nachteile für die beiden Spieler daraus ergeben.

### Besonderheit der Unvollkommenen Verträge

Spieltheoretische Annahmen

Eine ergänzende Form der Betrachtungsweise dieses spieltheoretischen Sachverhaltes ergibt sich aus der Prinzipal-Agent-Theorie der Ökonomie. Als wesentlicher Bestandteil der Vertragstheorie befasst sich diese mit Situationen, in denen ein Spieler einen anderen beauftragt etwas zu tun. Das klassisch Beispiel hierfür ist die Unternehmensinhaber-Manager-Beziehung. Der beauftragende Spieler ist in diesem Fall der Prinzipal, während der Beauftragte als ausführender Agent tätig wird. Bei dieser Konstellation ergeben sich typischerweise immer Verhaltensinterdependenzen und Interessengegensätze, denn jeder der beiden verfolgt individuelle Ziele. 

Spieltheoretische Modelle

 Zudem sind die Informationen oftmals asymmetrisch verteilt, sodass davon auszugehen ist, dass der Agent einen Informationsvorsprung hat, den er für seine Zwecke ausnutzen kann. Dieser Sachverhalt wird als Unvollständigkeit von Verträgen bezeichnet. Zur Lösung des Interessenkonflikts sollte ein optimales Vertragsangebot unter Partizipations- und Anreizkompatibilitätsbedingungen vorgelegt werden.
Mögliche zusätzliche Annahmen zum Verhalten, Informationsstand und Interaktionen der Spieler zeigt die nebenstehende Darstellung.

Mathematisch lasst sich das Verhalten von Prinzipal und Agent am besten in Situationen mit strategisch entscheidenden Interaktionen analysieren. Hierbei muss wiederum die spieltheoretische Unterscheidung von kooperativen und nicht-kooperativen Spielen beachtet werden. 

Beispiel innerbetrieblicher Kommunikation

 Die Prinzipal-Agent-Theorie findet grundsätzlich in der nicht-kooperativen Spieltheorie Anwendung. Dennoch sind für diverse Problemstellungen zwischen Prinzipal und seinem Agenten auch Ansätze aus kooperativen Spielen relevant.
Die Verhaltensannahmen in der Prinzipal-Agent-Theorie lassen sich zudem anhand von deskriptiv-positiven sowie normativen Modellen analysieren. Dabei geht der deskriptiv-positive Zweig von Vorhersagen individuellen Verhaltens aus. Darin besteht oftmals die Erklärung für das Entstehen von Problemen. Ziel bei diesen Analysemodellen ist es, die Problemstrukturen und deren wesentliche Einflussgrößen aufzudecken und sie transparent darzustellen. Normative Modelle beschäftigen sich mit der Ableitung von Verhaltensempfehlungen für die einzelnen Spieler, nach dem Motto: „Welche Spielregeln ermöglichen die Vermeidung sozial unerwünschter Ergebnisse?“, dieses Mechanismusdesign umfasst, als einen Teilbereich, die normative Prinzipal-Agent-Theorie.
Zum Abschluss des Themenkomplexes Prinzipal-Agent skizziert die beigefügte Abbildung typische Probleme am Beispiel innerbetrieblicher Kooperationen (Inhaber-Manager-Beziehung).

## Beispiele für Vertragsbindungen

### Neuverhandlungen bei bindenden Verträgen
Jemand möchte eine Diät machen, hat aber bereits mehrere gescheiterte Versuche hinter sich. Diese Person bietet jetzt jedem 5.000 € an, der sie dabei erwischt, wie sie energiereiches Essen verspeist. Allerdings knüpft die diäthaltende Person ihre Geldzusage an die Bedingung, einer Spende dieser 5.000 € für karitative Zwecke. Dieser Vertrag mit der Umgebung ist praktisch wertlos, da die Rechte und Pflichten daraus nur einseitig verteilt sind. Die 5.000 € werden niemals jemandem ausgezahlt, weil die betreffende Person den Vertrag sowieso nie öffentlich verletzten wird. Die Umgebung hat daher keinerlei Interesse an der Einhaltung dieses Vertrages. Neuverhandlungen sind in diesem Fall unumgänglich. Denn selbst wenn die 5.000 € fällig werden würden, müsste der Mitspieler diese spenden und hätte selbst keinen Nutzen davon. Der Diäthalter könnte beispielsweise jedem sofort 5 € „bar auf die Hand“ anbieten oder eine Lokalrunde ausgeben, wenn er so aus dem Vertrag entlassen werden würde. Diese Situation zieht jeder Mitspieler natürlich einer Situation vor, in der er gar nichts erhält. Der Vertrag ist unsinnig, da die Mitspieler keinen unabhängigen Anreiz haben, etwas zu tun, beziehungsweise zu unterlassen.

### Einsatz einer neutralen Person
Ein Rehabilitationszentrum behandelt wohlhabende Kokainabhängige dadurch, dass sie einen Brief aufsetzen, in dem sich die Patienten selber beschuldigen. Dieser Brief wird dann veröffentlicht, wenn sie bei einer zufälligen Urinprobe auffallen. Nachdem sie selbst diesen Vertrag geschlossen haben, werden viele süchtige Patienten versuchen, sich wieder herauszukaufen. Aber die Person, die diesen Brief tatsächlich in Händen hält, riskiert ihren Job, wenn sie auf Neuverhandlungen seitens der Patienten eingeht. Das Rehabilitationszentrum verliert sonst seinen „guten Ruf“, seine Reputation steht also auf dem Spiel. Daher wird es Angestellte, die Neuverhandlungen zulassen, umgehend entlassen. Der Reputationseffekt sorgt also dafür, dass die neutrale Person, in diesem Fall des Rehabilitationszentrums, für die Einhaltung des Vertrages eintritt.

### Ausfall der Kommunikation
Wenn ein Spieler nicht erreichbar ist, kann es schwierig oder sogar unmöglich sein, festzustellen, ob der Rivale einen geschlossenen Vertrag tatsächlich einhält. In diesem Fall müssen andere Personen damit beauftragt werden, die Forderungen des Spielers durchzusetzen. Ein Testament wird beispielsweise von einem Notar und nicht vom Verstorbenen selbst ausgeführt. Genauso entfallen lange Debatten über ein von den Eltern verhängtes Rauchverbot, wenn die Eltern weg sind. Aber während deren Abwesenheit ist ein solches Verbot bei den Kindern nicht mehr durchsetzbar und faktisch wirkungslos.

## Belege
1. ↑  Vgl. Bieta, V., Spieltheorie für Führungskräfte S. 223
2. ↑  Vgl. Bieta,V., Spieltheorie für Führungskräfte S. 224
3. ↑  Vgl. Avinash Dixit: Spieltheorie für Einsteiger, S. 148 f.
4. ↑  Vgl. Sandner,K., Grundlagen der Prinzipal-Agent-Theorie S. 3 f.
5. ↑  Vgl. Sandner,K., Grundlagen der Prinzipal-Agent-Theorie S. 17
6. ↑  Vgl. Sandner,K., Grundlagen der Prinzipal-Agent-Theorie S. 18 f.
7. ↑  in Anlehnung an Avinash Dixit: Spieltheorie für Einsteiger, S. 146
8. ↑  Avinash Dixit: Spieltheorie für Einsteiger. S. 148.
9. ↑  Vgl. Avinash Dixit: Spieltheorie für Einsteiger, S. 149